# Schlacht von Orkynia
Erster Diadochenkrieg (321–320 v. Chr.):
Hellespont
Zwischenzeit (320–319 v. Chr.):
Orkynia – Kretopolis – Nora
Zweiter Diadochenkrieg (319–316 v. Chr.):
Megalopolis – Byzantion – Kopratas – Paraitakene – Gabiene
Dritter Diadochenkrieg (315–311 v. Chr.):
Tyros – Gaza
Babylonischer Krieg (311–309 v. Chr.)
Vierter Diadochenkrieg (309–301 v. Chr.):
Salamis – Rhodos – Ipsos
Fünfter Diadochenkrieg (288–286 v. Chr.)
Sechster Diadochenkrieg (282–281 v. Chr.):
Kurupedion
Die Schlacht von Orkynia war ein militärischer Zusammenstoß im Frühjahr 319 v. Chr. an einem nicht näher beschriebenen Ort in der Landschaft Kappadokien in der heutigen zentralen Türkei.
Obwohl sie nicht Teil eines der gezählten Diadochenkriege war, gehört die Schlacht zu den Ereignissen des frühen Diadochenzeitalters, das auf den Tod Alexanders des Großen folgte. Sie fand zwischen dem ersten und zweiten Diadochenkrieg statt.

## Hintergrund
Im Jahr 323 v. Chr. war Alexander der Große in Babylon gestorben. Weil er nur einen geistig behinderten Halbbruder Philipp III. Arrhidaios und einen unmündigen Sohn Alexander IV. Aigos auf dem Thron seines von ihm eroberten Weltreichs hinterließ, begannen die Gefährten und Generäle, die den Asienfeldzug mitgemacht hatten und als „Diadochen“ (Nachfolger) bezeichnet werden, um die Regentschaft zu streiten. Als Regent hatte sich schließlich in der Reichsordnung von Babylon der General Perdikkas durchgesetzt, der auch den Siegelring Alexanders erhalten hatte. 
Aufgrund eigener höherer Ambitionen, aber auch wegen partikularischer Interessen einiger, die eine Aufteilung des Reichs anstrebten, hatte sich 321 v. Chr. gegen Perdikkas eine Fraktion gebildet, die gegen ihn den ersten Diadochenkrieg führte. Trotz eines Sieges der „Perdikkaner“ in der Schlacht am Hellespont (Frühjahr 320 v. Chr.) wurde Perdikkas um dieselbe Zeit am Nil von eigenen Männern ermordet. Die Sieger des Krieges ordneten die Reichsangelegenheiten auf der Konferenz von Triparadeisos neu, indem Antipater zum neuen Regenten bestimmt und die überlebenden Anhänger des Perdikkas geächtet wurden. Dies waren vor allem Eumenes, der Sieger vom Hellespont, und Alketas, der Bruder des Perdikkas. Mit ihrer Bekämpfung wurde der zum strategos von Asien ernannte Antigonos Monophthalmos beauftragt.
Eumenes hatte sich bis zum Winter 320 v. Chr. durch geschicktes Taktieren der Verfolgung durch Antipater entziehen können und sich nach Kappadokien abgesetzt, der Provinz, zu deren Satrap er von Perdikkas ernannt worden war und die er auch 322 v. Chr. erfolgreich hatte erobern können. Hier besaß er noch einen Rückhalt, zumal er einheimische Truppen in sein Heer integriert hatte, die weitaus loyaler zu ihm standen als seine makedonischen Krieger. Nachdem Antipater nach Makedonien abmarschiert war, musste sich Eumenes nun aber mit Antigonos auseinandersetzen, der noch von Alexander zum Statthalter einiger kleinasiatischen Provinzen ernannt worden war und nun außerdem als Generalissimus des Reiches auftreten konnte. Gegen ihn hoffte sich Eumenes mit dem Bruder des Perdikkas, Alketas, verbünden zu können, der sich mit einer stattlichen Anhängerschaft im südwestlichen Kleinasien aufhielt. Der Makedone Alketas wies dies allerdings zurück, da er sich nicht den Befehlen eines Nichtmakedonen unterstellen wollte; Eumenes war gebürtig aus Kardia, einer Kolonie von Milet. Im Frühjahr 319 v. Chr. zog Antigonos seine Hälfte des Reichsheeres – die andere wurde von Antipater mit nach Makedonien geführt – aus seinen Winterlagern zusammen und wandte sich zunächst gegen Eumenes nach Kappadokien.

## Die Schlacht
Auf seinem Marsch hatte Antigonos mit dem Befehlshaber der Kavallerie des Eumenes namens Apollonides, vermutlich ein Makedone, geheimen Kontakt aufgenommen und ihn mit Versprechen auf reiche Entlohnung zu einem Seitenwechsel während des Kampfes bewogen. Eumenes beabsichtigte seinen Feind auf einer bei der Ortschaft Orkynia in Kappadokien gelegenen Ebene zur Schlacht zu stellen, um auf ihr besonders die Schlagkraft seiner Kavallerie zur Geltung zu bringen. Diese Taktik hatte ihm bereits am Hellespont zum Sieg verholfen. 
Als die Schlacht schließlich geschlagen wurde und in die entscheidende Phase trat, vollführte Apollonides mit seinen Reitern den verabredeten Seitenwechsel, was Antigonos letztlich zu einem vollständigen Sieg verhalf. Eumenes verlor fast sein gesamtes Heer auf dem Feld und diejenigen, die nicht gefallen waren, ergaben sich Antigonos. Nur mit einer kleinen Gefolgschaft loyalster Anhänger, nicht mehr als 600 Mann, gelang Eumenes die Flucht vom Feld in eine nah gelegene Berglandschaft, wo er sich in der Festung Nora verschanzte.

## Folgen
Antigonos erlangte durch seinen Sieg die Kontrolle über Kappadokien, was ihn entscheidend bei der Errichtung seiner Herrschaft über Kleinasien begünstigte, das zum Fundament seiner zukünftigen Machtposition unter den Diadochen wurde. Mit seinen Truppen nahm er die Verfolgung des Eumenes auf und belagerte ihn in Nora. Danach wandte er sich nach Pisidien, wo er in der Schlacht von Kretopolis siegreich über Alketas war und so die Fraktion der „Perdikkaner“ vollständig vernichtete. Auch Eumenes stand danach faktisch auf verlorenem Posten. Zwar hatte er sich in Nora gut verschanzt, doch ohne Aussicht auf baldige Unterstützung war sein Fall nur eine Frage der Zeit. Er hatte schon seinen Freund und Landsmann Hieronymos nach Makedonien entsandt, der mit Antipater die Bedingungen seiner Unterwerfung und Begnadigung aushandeln sollte, bis im Herbst 319 v. Chr. die Nachricht vom Tod Antipaters in Kleinasien eintraf und sich damit die politische Lage sowohl für Antigonos als auch für Eumenes änderte. 
Nachdem er mit Eumenes eine vertragliche Einigung erzielt hatte, ließ Antigonos ihn aus Nora abziehen, um sich seiner Allianz mit Kassander gegen den neuen Regenten Polyperchon widmen zu können, was den Beginn des zweiten Diadochenkrieges bedeutete. Kaum seinem Gegner so entkommen, verbündete sich Eumenes nun mit Polyperchon und wurde so wieder zum Hauptgegner des Antigonos in Asien.